# Ravil' Chabutdinov
Ravil' Nezamovič Chabutdinov (in russo Равиль Незамович Хабутдинов?; Zimnik, 15 dicembre 1928 – Oktjabr'skij, 1º novembre 1997) è stato un sollevatore sovietico, medagliato olimpico e campione europeo, che ha gareggiato nella categoria dei pesi leggeri (fino a 67,5 kg.) e dei pesi medi (fino a 75 kg.).

## Biografia
Iniziò ad allenarsi nel sollevamento pesi nel 1948 mentre prestava servizio nell'esercito sovietico.
Nel 1956 arrivò terzo nei pesi leggeri ai campionati nazionali sovietici. Qualche mese dopo fu convocato alle Olimpiadi di Melbourne 1956, nella categoria dei pesi leggeri, dove vinse la medaglia d'argento con 372,5 kg. nel totale, alle spalle del connazionale Ihor Rybak.
Nel 1957 si laureò campione nazionale sovietico e successivamente vinse la medaglia d'oro ai Campionati europei di Katowice con 375 kg. nel totale.
L'anno successivo Chabutdinov abbandonò l'attività agonistica, dedicandosi in seguito all'attività di allenatore.
Nel corso della sua carriera di sollevatore realizzò sette record del mondo, tutti nella prova di distensione lenta, di cui cinque nei pesi leggeri e due nei pesi medi.